# Đại số tập hợp
Đại số tập hợp định nghĩa các thuộc tính và quy luật của các tập hợp, các phép toán trên các tập hợp như phép hợp, phép giao, và phần bù và các quan hệ bằng nhau và bao nhau của các tập hợp. Nó cũng cung cấp các thủ tục có hệ thống để đánh giá các biểu thức, và thực hiện tính toán, liên quan đến các phép toán và quan hệ.
Bất kỳ tập hợp các tập hợp nào đóng dưới các phép toán lý thuyết tập hợp tạo thành một đại số Boolean với phép toán kết nối là phép hợp, phép toán phần chung là phép giao, phép toán phần bù là phép toán tập hợp bù, nhỏ nhất là tập rỗng {\displaystyle \emptyset } và lớn nhất là tập hợp vũ trụ.

## Cơ sở
Đại số tập hợp tương tự việc lý thuyết hóa tập hợp của đại số số học. Cũng như các phép cộng và nhân số học có tính kết hợp và giao hoán, phép giao và phép hợp của tập hợp cũng tương tự như vậy; giống như quan hệ số học "nhỏ hơn hoặc bằng" là phản xạ, đối xứng và chuyển tiếp, thì mối quan hệ "tập con của" cũng có các tính chất tương tự.
Đại số tập hợp là đại số của các toán tử tập hợp bao gồm phép hợp, phép giao, phép phần bù, và các quan hệ bằng nhau và bao gồm. Để có một bài giới thiệu cơ bản, xem bài viết về tập hợp.

## Sách tham khảo
- Operations on Sets at ProvenMath